# Ийдярто, Балинт Иштван
Балинт Иштван Ийдярто (венг. István Íjgyártó, родился 26 декабря 1963, Берегово) — венгерский дипломат, посол Венгрии в России (Чрезвычайный и Полномочный посол Республики Венгрия в Российской Федерации, 2011—2014), государственный секретарь МИД Венгрии.

## Биография
Родился в закарпатском Берегове. Ещё в советское время перебрался в Будапешт. Окончил Будапештский университет, филологический факультет. Работал в НИИ демографии ЦСУ Венгрии, Правительстве Венгрии; заведовал отделом политического анализа в Министерстве по делам венгерских общин. В 2000—2004 годах — посол Венгрии в Румынии.
С 2010 по 2014 годы был послом Венгрии в России и в Узбекистане (с резиденцией в Москве). С 2018 года — посол в Украине. Находясь в этой должности, вызвал своей деятельностью несколько дипломатических скандалов. В одном случае скандал был связан с активной раздачей венгерских паспортов, в другом — заявлением о чрезмерной нагрузке изучением украинского языка в школах для жителей районов Украины, где преобладают этнические венгры.
Женат, два сына.